# Jules Triger

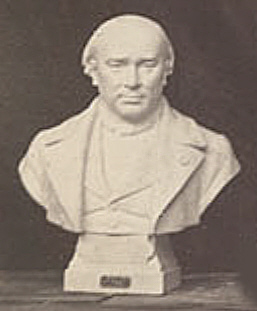
Jules Triger

Jules Triger lub Jacques Triger (ur. 11 marca 1801 w Mamers, zm. 16 grudnia 1867 w Paryżu) – francuski inżynier górnictwa i geolog. Był jednym z dyrektorów kopalni węgla kamiennego w Anjou.

## Życiorys

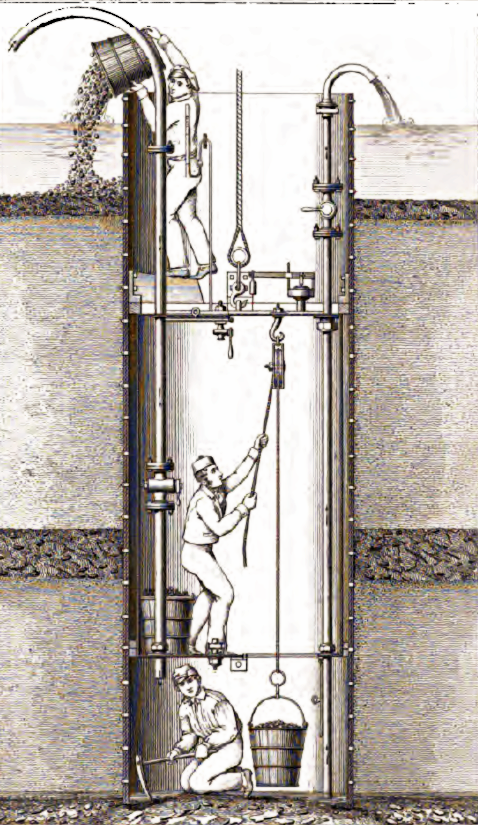
Metoda Trigera

Był autorem tzw. metody Trigera, czyli wydobywania urobku z warstw położonych niżej niż wodonośne przy zastosowaniu kesonu. Keson jest otwarty na dnie, a woda jest wypompowywana przy pomocy sprężonego powietrza. Metoda ta, zastosowana najpierw w kopalni, była następnie używana podczas budowy mostów, m. in mostu brooklińskiego. Metodę tę wykorzystał również Gustave Eiffel przy budowie wieży Eiffla. Jako jeden z pierwszych opisał objawy choroby kesonowej.
Jego nazwisko pojawiło się na liście 72 nazwisk na wieży Eiffla.